# Csíksomlyói KALOT-ház
A csíksomlyói KALOT-ház a Csobotfalvára vezető út bal oldalán, a kegytemplommal szemben, a Szék út 127. szám alatt található kőépület. A több részből álló épületet Románia műemlékeinek 2010-es hivatalos jegyzékében a HR-II-m-B-12744 sorszámon tartják számon.

## Története
A csíksomlyói KALOT-házat Kós Károly tervezte 1941–1943 között a római katolikus egyház megrendelésére.
Az egykori KALOT-népfőiskola épületét 1941-ben kezdték építeni a ferences rendháztól kapott telken a Csíki Magánjavak, a székely közbirtokosságok, valamint a magyar állam által nyújtott anyagi támogatással.
Az építkezés kivitelezője a csíkpálfalvi Ferencz S. Imre építészmester volt. A felépítéshez szükséges követ a Nagysomlyó-hegy déli oldalán megnyitott kőbányából termelték ki. A faanyagot a közbirtokosságok és erdőtulajdonosok ajánlották fel. A kőfalakat csobotfalvi és várdotfalvi mesterek húzták fel, a famunkát pedig csíkrákosi ácsok végezték.
Az építkezés során Kós Károly gyakran látogatott Csíksomlyóra, néha hetekig ott tartózkodott, figyelemmel kísérte a munkálatokat.

## Leírása
A változó méretű és jellegű három pavilont egy fedett tornác kapcsolja össze. Az épület lineáris kompozíciójú, a ház, a kis templomszerű csarnok és a Szék útjával párhuzamos kétszintes iskolaépület a csíksomlyói kegytemplommal szemben helyezkedik el.
A kő- és gerendaszerkezetek egységes használata ellenére az épület inkább három különálló elemnek tűnik, mint egy összefüggő kompozíciónak.
A legkisebb pavilon valószínűleg lakás funkciót töltött be, tetőterében szobák egészítették ki. A főhomlokzat jellegzetes félköríves kiugrásában egy tornác kapott helyet.
A középső pavilon, amely a kis iskola kőtemplomra hasonlító közösségi központja, egy színpadot, két szinten pedig öltözőket, valamint egy 110 négyzetméteres előadótermet foglal magába. Az összekötő terekből mindkét oldalon az előadóterembe lehet bejutni.
A legnagyobb pavilonban, két szinten az osztálytermek helyezkednek el, ugyanakkor itt alakították ki a központi terem és a külső összekötő gerinc meghosszabbításából nyíló hálótermet is.

## Rendeltetése a múltban
1942 őszétől ebben az épületben működött a KALOT Székely Népfőiskola, amelynek célkitűzései között szerepelt a műkedvelés, a népi mesterségek fellendítése, a misztériumjátékok felújítása és a híres Kájoni-nyomda újraindítása.
Az iskola Teleki Pál miniszterelnök által szerzett anyagi támogatásból kezdte meg tevékenységét. Mivel a biztosított anyagi keretből nem sikerült befejezni az építkezést, így más forrásokat is felhasználtak a költségek fedezésére. A Molnár István táncoktató által vezetett nagy sikerű 1943-as európai turné alkalmával begyűlt összeg egy részét is a népfőiskola építésének befejezésére fordították. A dr. Kováts Károly főispán közbenjárására kiutalt százezer pengős adományt szintén arra a célra használták fel.
Az építkezési költségek előteremtésével párhuzamosan kalákázás indult a helyiségek berendezésére, az oktatás folyamatosságát biztosító kellékek beszerzése érdekében. A Csíki Magánjavak és a székely közbirtokosság is nagyban hozzájárult az épületegyüttes berendezéséhez és az iskola működtetéséhez.
A KALOT Székely Népfőiskolán a legények általános műveltséget, hittant, erkölcstant, számtant, mértant, történelmet, földrajzot, néprajzot, népi hagyományokat, mezőgazdaságtant, egészségtant tanultak. Ugyanakkor népdalok, népballadák gyűjtésével is foglalkoztak.
A népfőiskolán három típusú tanfolyam működött: közművelődési és faluvezetői képzés, ugyanakkor fafaragászati tanfolyamot is tartottak Szervátiusz Jenő vezetésével. A faragóiskolában készült tárgyak eladása révén fedezték a tanfolyam költségeit, később elvállalták egy-egy templom berendezésének elkészítését is.
A Csíksomlyói Népfőiskola nemcsak a tanulni vágyó székely ifjaknak adott helyet, hanem a falusi lányoknak is. 1941-ben Zakariás Flóra szociális nővér irányításával megalakult a Csíksomlyói KALÁKA Leánynépfőiskola.
A lányok hittant és erkölcstant, népi hagyományokat, népdalokat, magyar irodalmat, honismeretet, történelmet tanultak. Az elméleti oktatás mellett elsajátították a háztartástant, családi nevelést, egészségtant, szabászatot, ugyanakkor főzőtanfolyamon is részt vettek. Vasárnaponként a KALOT-egylet legényeivel a néptáncot gyakorolták. A betanításában nagy segítséget nyújtott a csíkpálfalvi Bándy Mária táncoktató Székely táncok című gyűjteménye, amelyet Vámszer Géza rajzaival és Sarkadi Elek kottáival tettek közzé 1937-ben. A székely ifjak Csíkszeredában és környékén, Gyergyóban, Kovásznán tartottak előadásokat, ugyanakkor Budapesten is bemutatkoztak.
1942-ben a csíksomlyói pünkösdi búcsút a ferences atyák javaslatára a KALOT szervezte meg. Ebből az alkalomból székely tánccal és zenével kiegészített misztériumjátékot mutattak be.
A népfőiskola egy famegmunkáló, lakberendezéseket gyártó üzem beindítását tervezte, amelynek jövedelméből az intézmény fenntartását fedezték volna, de a második világháború ezen tervet meghiúsította.
A háború végén a KALOT-népfőiskola tevékenysége is megszűnt. Az épületet kezdetben a német hadsereg vette át, később államosították és átadták a tanügynek.
1947–1948-ban gimnázium, 1948–1949-ben általános iskola működött benne. 1949-ben az épületegyüttes a gyermekotthon tulajdonába került, és csak 1991-ben sikerült az egyházi tulajdonba visszahelyezni.

## Rendeltetése napjainkban
1990 után a KALOT-ház újabb szárnnyal bővült, 1997-ben fedett folyosóval kötötték össze az egy évvel korábban épült Jakab Antal Tanulmányi Házzal.
Napjainkban az épületben a Gyulafehérvári Caritas csíkszeredai kirendeltségének irodái és otthoni beteggondozó szolgálata, a Caritas Venczel József Vallásszociológiai Intézete, valamint a Jakab Antal Tanulmányi Ház előadótermei működnek.